# Мужество (стихотворение)
«Мужество» — стихотворение Анны Ахматовой, написанное ею в эвакуации в Ташкенте в годы Великой Отечественной войны, 23 февраля 1942 года. В этот момент Ахматова очень лично переживала трагедию нацистского вторжения в Советский Союз и искренне сопереживала своему народу. Стихотворение «Мужество» было написано после длительного периода жизненных страданий, относящемуся к 1930-м годам, когда Ахматова долгое время не имела возможности донести до читателей своё поэтическое творчество. Стихотворение посвящено необходимости сохранения русского языка и культуры в условиях экстремальных испытаний, выпавших на долю русской нации, от имени которой высказывается поэт.В годы блокады Ленинграда, Ахматова поддерживала своими стихами блокадный город.

## Авторское мироощущение
Находясь в эвакуации в Ташкенте в 1941 году, Анна Ахматова начала работать над поэтическим циклом «Ветер войны», в который впоследствии вошло стихотворение «Мужество». Этот творческий период ознаменовался сложными идеолого-политическими размышлениями о советском строе. Ахматова в итоге приходит к выводу, что именно благодаря советской идее русская нация достигла единства и сплочённости. С другой стороны, Анна Ахматова не могла оправдать жестокости и беспощадности, посредством которой руководство Советской России добивалось поставленных целей. К тому же в биографии Анны Ахматовой было много драматических моментов, пережитых в ходе становления советской власти: арест и расстрел Николая Гумилёва в 1921 году, арест и сибирская ссылка сына Льва Николаевича Гумилёва, арест третьего мужа Николая Пунина. Написание «Мужества» совпало с ощущением Ахматовой своей востребованности среди русского народа, утверждением идеи следовать своему призванию, которое воспринималось автором как необходимость внушать читателям мужество и самоотверженность (что частично предопределило название стихотворения) в переломный момент истории страны. Стихотворение проникнуто искренней и неподдельной верой в победу, в примат душевного начала, идеи возрождения, спасения через нравственно-духовное становление и воскрешение над физической смертью и обездоленностью («Не страшно под пулями мёртвыми лечь, Не горько остаться без крова»), которые оказываются меньшим злом чем потенциальное уничтожение русского культурно-языкового кода, который является основой русско-славянской цивилизации, воспринимаемой Ахматовой во многом по-акмеистически, в качестве первозданной животворящей стихии.

## Обращение к народу
Главным адресатом и одновременно героем ахматовского «Мужества» является русский народ, его масса, голодная и обездоленная, но не сломленная и не угнетённая тяжёлыми военными испытаниями. В сохранении «великого русского слова» Ахматова-поэт видит своё основное призвание, что на уровне аллюзии сближает это произведение с тематической доминантой пушкинского «Пророка» (1826), в котором лирический герой максимально близок автору. Ахматовское «мы» в данном случае выражает единомыслие и единодушие лирической героини и всего народа. Финальный рефрен «навеки» композиционно отсылает к жанровой форме православной молитвы и обусловливает сакрализацию поэтического нарратива, погружая повествование в религиозный план, актуализируя христианские ценности.

## Жанрово-стилистические особенности
Роль маркеров идеи единства, сплочённости, готовности бороться и побеждать выражают анафорические повторы, скрепляющие повествовательную канву: «И что совершается… И мужество; Не страшно… Не горько», а также полисиндетон («И внукам дадим, и от плена спасём») и межстрочные лексические повторы («Мы знаем, что ныне лежит на весах, И что совершается ныне»; «Час мужества пробил на наших часах, И мужество нас не покинет»; «И мы сохраним тебя, русская речь, великое русское слово»), придающие ощущение кольцевой композиции и также в жанрово-композиционном плане отсылающие к модели молитвенного текста. По-иному этот текст может быть оценён как священный призыв, который был характерен для древнерусской жанровой формы слова, которое произносили князья и священнослужители, созывая народ на решающий бой с противником, ставившим цель захватить и поработить землю отцов.

## Лексика и пунктуация
Лексика стихотворения простая, общеупотребительная; вопреки возвышенной теме, в «Мужестве» практически отсутствуют элементы церковнославянского лексического канона. Тем не менее, торжественность повествованию придают книжное, высокое наречие «ныне», более возвышенное «совершается», книжный оборот «час… пробил на часах». Примечательны эпитеты «свободный» и «чистый» по отношению к «русскому слову», которые придают повествованию нравственный пафос. Клятвенно-молитвенный тон стихотворения-призыва усиливается четырёхстопным амфибрахием, избранным Ахматовой. Пунктуационные средства образности также заслуживают внимание: в первых строфах наблюдается чередование запятых и точек, что придаёт стихотворению мелодичность и плавность, в то время как две финальные строки заканчиваются восклицательным знаком, который выражает смысловую кульминацию произведения.